# Плик
Пликът е плоска, обикновено хартиена опаковка, предназначена за изпращане на писма, пощенски картички или други пощенски пратки. Настоящият стандарт за адресиране на плик предполага адресът на получателя да се изписва в долната лява част на плика, а на подателя – в горната дясна.
За деликатни пратки се използват пликове, облицовани с опаковка с въздушни мехури.